# محمد محمد أحمد الرزوم
محمد محمد أحمد الرزوم مدوح برلماني يمني، عضو في مجلس النواب، عن الدورة البرلمانية 2003-2009 والكتلة البرلمانية لنواب حزب المؤتمر الشعبي العام عن الدائرة الانتخابية رقم (260) بمحافظة حجة.

## فترة المجلس
باتفاق عرف باسم «إتفاق فبراير» تمددت فترة المجلس لمدة عامين، وبقيام ثورة الشباب اليمنية لم تُجرَ الانتخابات، وبحسب اتفاق المبادرة الخليجية تمددت لمدة عامين آخرين حتى 2013.